# Естамп
Еста́мп (фр. estampe, досл. «відбиток, штамп») — твір друкованої графіки (гравюра, офорт, літографія, шовкографія тощо), який являє собою відбиток на папері, рідко — на шовку та інших матеріалах.
Термін естамп виник у XIX столітті. Але сама техніка існувала задовго до виникнення самого терміна. Необхідність мати значну кількість відбитків з друкарської форми-матриці і зумовила появу естампів.
Первісно естамп виконував технічну роль друкованої графіки, а перші естампи виконані в техніці дереворитів (з дерев'яних дощок-матриць).
Естамп має специфіку щодо авторства. Зазвичай оригіналами вважають ті відбитки, котрі створені автором або друкарем у присутності самого автора. Близькими до оригіналу є і відбитки, створені з авторських дощок-матриць, якщо автор вже помер. Так були створені передруки з авторських дощок серія офортів «Франсіско Гойя», відома під пізньою назвою « Лихоліття війни». Передруки офортів Гойї відбулись у 1892, у 1903, у 1906 роках. Зазвичай кількість авторських відбитків свідомо обмежується задля збільшення їх унікальності і підвищення ціни за товар.[джерело?]
Естамп — дешевий варіант тиражованого друку, розрахований на небагаті верства населення, що не можуть дозволити собі твори мистецтва за високу ціну. Але естампи — давня галузь колекціонування, позаяк потребує досконалої друкарської техніки і має власну художню вартість. Естампи, виконані за життя автора, можуть мати авторський підпис і дату, проставлені олівцем понизу твору.
У сучасному розумінні естамп — це підписаний художником відбиток на папері, зроблений з власноруч виконаного графічного твору.

## Неповний перелік художників
До створення естампів зверталась велика кількість майстрів минулого, не обов'язково графіків. Серед них —
- Альбрехт Альтдорфер
- Федеріко Бароччі
- Жак Калло
- Абрахам Босс
- Зубов Олексій
- Шарль-Франсуа Добіньї
- Кацусіка Хокусай
- Кавасе Хасуі
- Едуар Мане
- Каміль Піссарро
- Фернан Леже
- Добужинський Мстислав Валеріанович
- Джорджо Моранді
- Фаворський Володимир Андрійович
- Успенський Михайло Миколайович
- Тирса Микола Андрійович
- Яхнін Рудольф Мойсейович
- Пахомов Олексій Федорович
- Єпіфанов Генадій Дмитрович
- Фелікс Валлотон
- Безбатько Анатолій Костянтинович

## Галерея

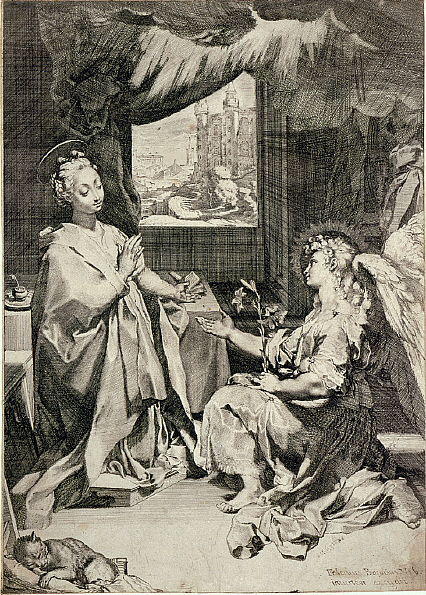
Федеріко Бароччі, «Благовіщення», версія 1585 р.

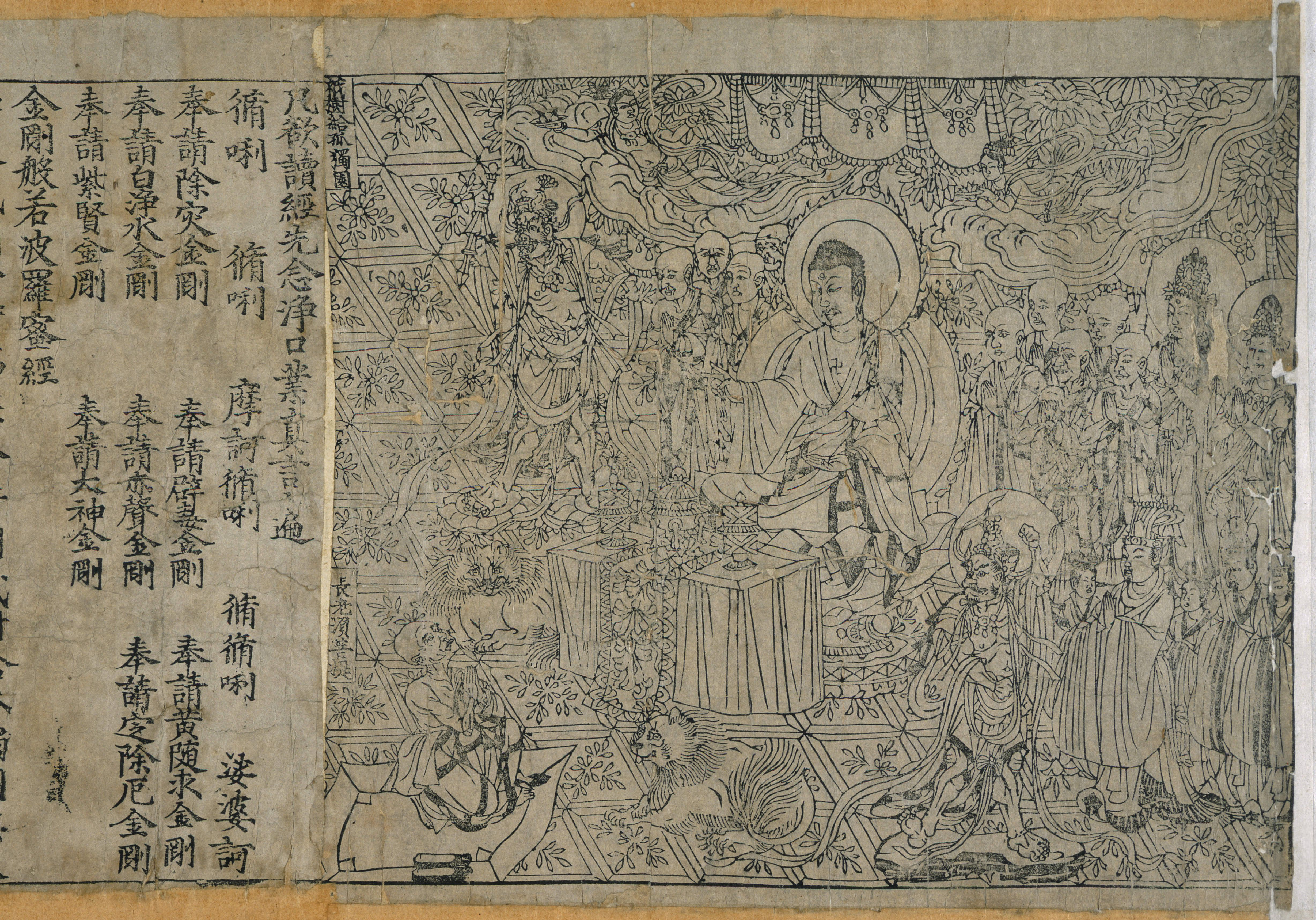
Анонім 9 століття. «Діамантова сутра»
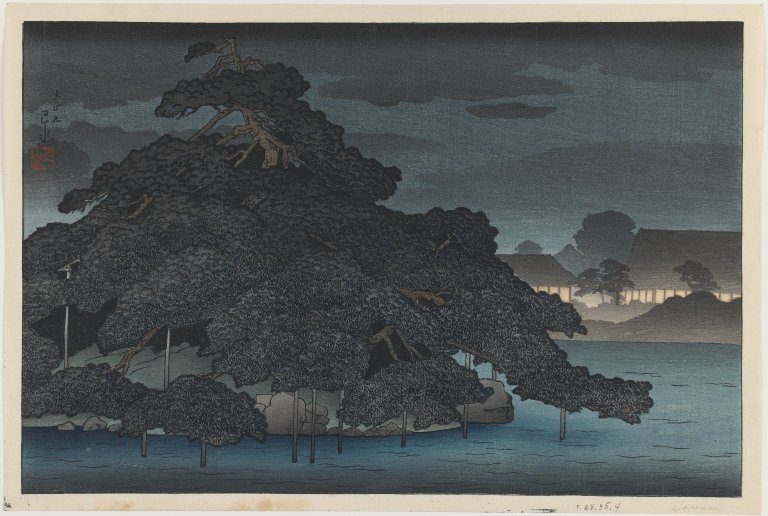
Кавасе Хасуі, «Дощ вночі», 1920 р., дереворит, Бруклінський музей, Нью-Йорк
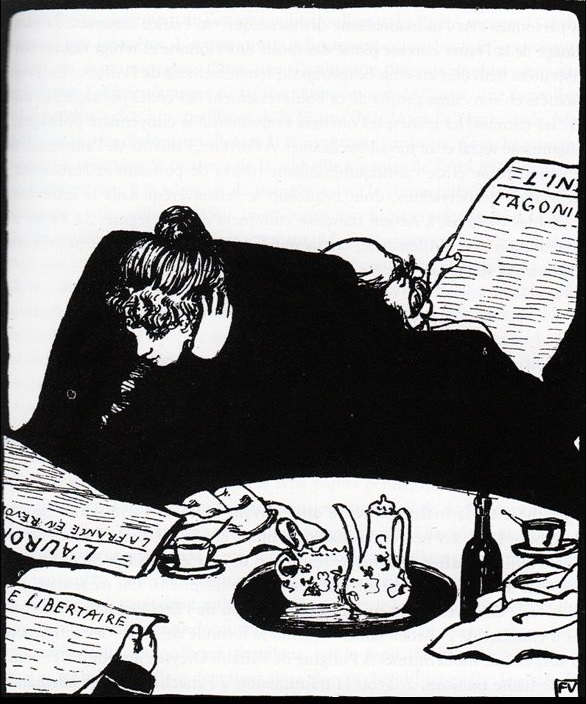
Фелікс Валлотон, «Буржуазна родина», 1899 р.